# Kurt Pauletto
Kurt Pauletto (* 3. März 1933 in Basel; † 10. August 2023 ebenda) war ein Schweizer Maler und Grafiker.

## Leben und Werk
Kurt Pauletto war das vierte von fünf Kindern von Alfredo Pauletto und Maria, geborene Candio, die beide aus Italien stammten. Sein älterer Bruder war der Künstler Alfred Pauletto.
Nach elterlichem Wunsch sollte Kurt Pauletto Priester werden. In der Folge besuchte er die Mittelschule des Pallottiner-Ordens. Anschliessend hielt er sich für zwei Jahre am Gymnasium des Klosters Disentis auf.
Wieder in Basel, besuchte Pauletto die Allgemeine Gewerbeschule Basel. Dank einem Stipendium lebte er längere Zeit in Paris, wo er u. a. Jean-Paul Sartre, Alberto Giacometti und Zizi Jeanmaire kennen lernte. 1962 erhielt er ein weiteres Stipendium für einen Aufenthalt am Istituto Svizzero di Roma.
Pauletto machte sich in seiner Heimatstadt Basel zuerst einen Namen als Porträtmaler. So porträtierte er seinen Mäzen Paul Sacher sowie u. a. Georg Schmidt, Fred Spillmann, Alexander Zschokke und die Musikerin und Mäzenin Antoinette Vischer (1909–1973).
Als herausragender Laternenmaler bereicherte Pauletto über fast 50 Jahre die Basler Fasnacht. Zudem war er auch als Buchillustrator, Zeichner, Holzschnitzer, Lithograf und Glasmaler tätig. Seine Wandbilder sind im öffentlichen Raum von Basel zu sehen. Weniger bekannt sind seine grossformatigen Werke mit religiösen Motiven.
Kurt Pauletto fand seine letzte Ruhestätte auf dem Friedhof am Hörnli.